# Святой Фома (остров)
Святой Фома (Змеиный остров, болг. Змийският остров) — болгарский остров в Чёрном море на расстоянии 15 км к югу от Созополя и на расстоянии 36 км от Бургаса. Его площадь — 0,012 км².
Остров получил название Святой Фома от часовни Святого Фомы, которая здесь некогда была расположена. Другое название, Змеиный, происходит от многочисленных серых ужей, которые его населяют и питаются рыбой. С 1962 года остров является частью природного заповедника Ропотамо, Приморско. Он находится на расстоянии 0,2 морской мили к юго-востоку от мыса Хумата в заливе Аркутино.
Это единственное место в Болгарии, где растут кактусы рода опунция, привезённые из Братиславы и посаженные здесь по приказу царя Бориса III в 1933 году. С тех пор они покрывают большую часть острова, делая его труднопроходимым. Особенно красивы они в июне, когда цветут большими жёлтыми цветами, а их съедобные плоды размером со сливу созревают в августе-сентябре.